# Maldonado
Maldonado er en by i den sydlige del af Uruguay, beliggende på landets Atlanterhavskyst. Byen har et indbyggertal (pr. 2004) på cirka 55.000, og er hovedstad i Maldonado-departementet. 
34°54′S 54°57′V / 34.900°S 54.950°V